# A Birthday Hansel
A Birthday Hansel, Op. 92, è un ciclo di canzoni per 'voce acuta' ed arpa, composto da Benjamin Britten e basato su testi da Robert Burns. È stato l'ultimo ciclo di canzoni che Britten scrisse, e fu composto in onore della Regina Elisabetta, la Regina madre per il suo 75º compleanno, su richiesta di sua figlia, Elizabetta II. La regina madre era la patrona del Festival di Aldeburgh.

## Storia
Composto nel marzo 1975, il brano ebbe la sua prima esecuzione nel gennaio 1976 dal compagno di vita di Britten Peter Pears e dall'arpista Osian Ellis. È stato l'ultimo pezzo che Britten ha scritto per Pears e uno dei suoi ultimi lavori.
In riconoscimento dell'ascendenza scozzese della regina madre, Britten scelse sette poesie di Burns, cantate nella lingua scots e interpretate senza interruzione. "Hansel" è una parola scozzese che significa dono di benvenuto o regalo. Su richiesta di Britten, Colin Matthews arrangiò quattro delle canzoni per voce e pianoforte; queste furono pubblicati separatamente come Four Burns Songs nel 1978.

## Canzoni
Le canzoni sono:
1. Birthday Song
2. My Early Walk
3. Wee Willie Gray
4. My Hoggie
5. Afton Water
6. The Winter
7. Leezie Lindsay

Un'esecuzione completa dura circa 18 minuti.

## Analisi musicale
Il musicologo Peter Evans ha analizzato il ciclo. È composto da cima a fondo con l'arpa che provvede alle transizioni dallo stato d'animo di una poesia all'altra. Come si addice a un regalo di compleanno, non cerca di sottolineare una morale né di invitare a una riflessione profonda. Le canzoni non utilizzano esplicitamente forme musicali scozzesi, ma sono aromatizzate dai loro echi. Sebbene i testi siano tutti di un singolo poeta, il ciclo non ha un senso dell'illuminazione cumulativa del carattere creativo del poeta come si trova in altri cicli simili di Britten. È "delizioso ma poco impegnativo".